# Ophryotrocha costlowi
Ophryotrocha costlowi är en ringmaskart som beskrevs av Paxton och Åkesson 20. Ophryotrocha costlowi ingår i släktet Ophryotrocha och familjen Dorvilleidae. Inga underarter finns listade i Catalogue of Life.